# Trolejbusy w Pilźnie

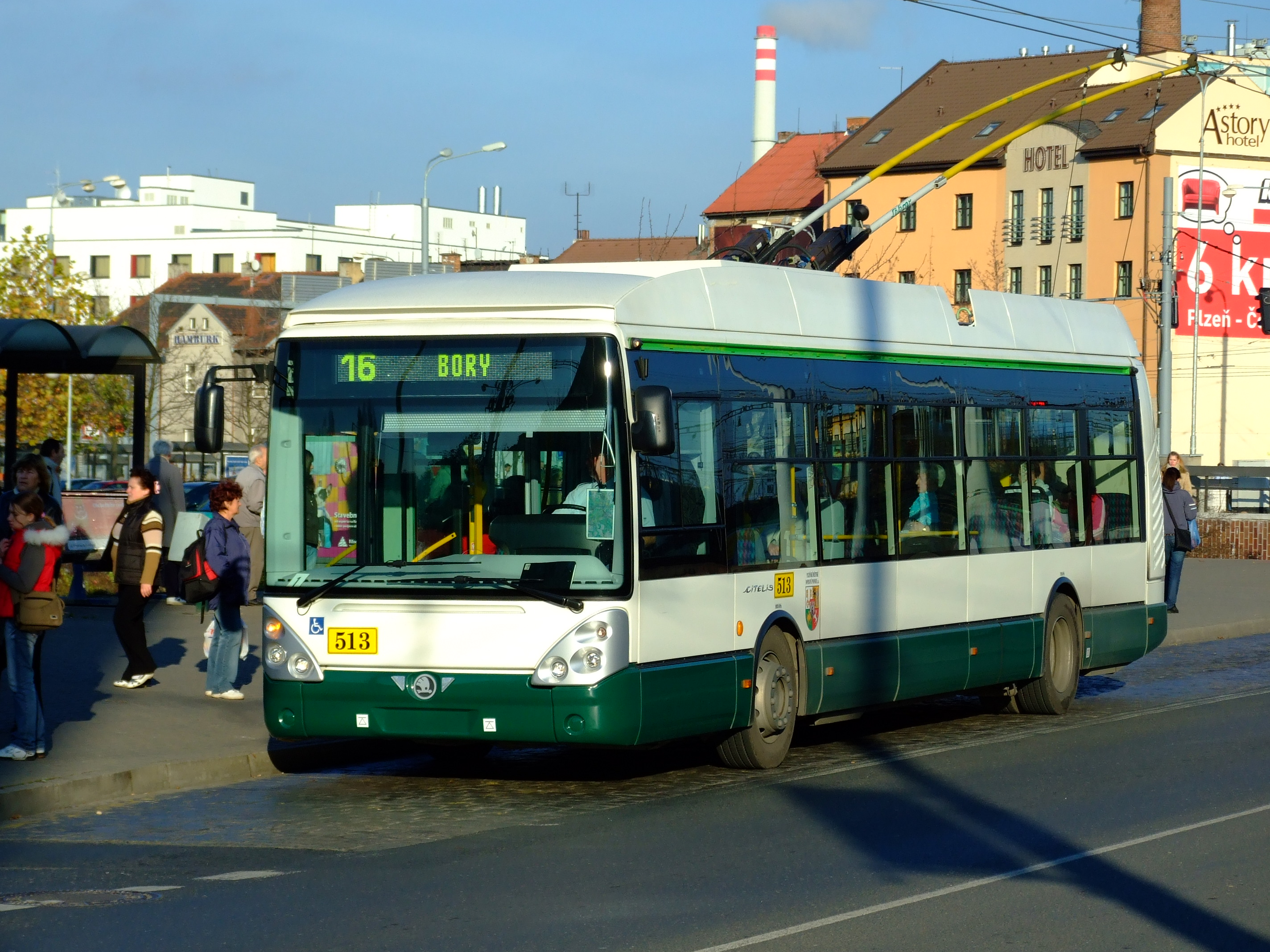
Niskopodłogowy trolejbus typu 24Tr z nadwoziem Citelis

Trolejbusy w Pilźnie – sieć trolejbusowa działająca w Pilźnie, stolicy kraju pilzneńskiego w Czechach. Napięcie zasilania jest równe 600 V, trolejbusy stacjonują w jednej zajezdni. Według stanu z 31 grudnia 2017 r. na stanie PMDP znajdowało się 99 trolejbusów liniowych, które wykonały w 2017 r. 4,5 miliona wozokilometrów i przewiozły 31,9 miliona pasażerów. W 2017 r. funkcjonowało 10 linii o długości 86,9 km.

## Lata 30. – lata 50. XX wieku
Sieć trolejbusowa w Pilźnie powstawała w czasie II wojny światowej. Pierwsze plany budowy sieci pojawiły się już w 1937 r., natomiast prace budowlane rozpoczęto w 1939 r. Pierwszą trasę, między Městskimi lázniami a Doubravką, otwarto 9 kwietnia 1941 r. Już 1 maja tego samego roku otwarto nowy odcinek do przystanku Ústřední hřbitov (Cmentarz Główny). Rozbudowę sieci kontynuowano po zakończeniu II wojny światowej; na nową trasę z Božkova do Skvrňan trolejbusy wyjechały 28 października 1948, a rok później uruchomiono także trasę z Doudleviec do Bolevca (linia nr 13). W 1950 r. oddano do użytku nową trasę na północy miasta. Obsługiwała ją linia nr 14 z Košutki do Kopeckého sady (w godzinach szczytu do Doudleviec). W 1953 r. otwarto trasę do Černic, obsługiwaną wydłużoną linią nr 13. Ostatnią zbudowaną w tych latach trasą był odcinek ze Skvrňan do Novej Hospody, otwarty 2 stycznia 1955 r. Rozwój trolejbusów zmniejszył rolę komunikacji tramwajowej w przewozach pasażerskich na terenie Pilzna.

## Lata 50. – lata 90. XX wieku
W 1958 r. w związku z budową linii tramwajowej do Světovaru, trakcję trolejbusową przeniesiono z ulicy Koterovskiej na ulicę Lobezską, po tej zmianie nastąpiła długa przerwa w budowie nowych linii trolejbusowych. W 1975 roku oddano do eksploatacji przedłużenie sieci do Lobez, a rok później do dzisiejszego przystanku Zábělská. Sieć trolejbusowa krótko później zmniejszyła jednak swoją długość; budowa nowych osiedli i linii tramwajowych na północy Pilzna doprowadziła do zamknięcia trasy do Košutki w 1976 r., a do Bolevca trolejbusy przestały kursować w 1977 r. 30 stycznia 1988 r. uruchomiono nową trakcję trolejbusową, biegnącą z Borów przez Jižní předměstí i Mrakodrap do Doubravki, Na Dlouhých.
Tę trasę obsługiwała linia nr 16. Od tamtego czasu nie wprowadzano już większych zmian w układzie sieci, z wyjątkiem likwidacji mało obciążonej trasy z Mikulášského na Jiráskovo náměstí i budowy łącznika z U teplárny do Doudleviec w 1998 r.

## XXI wiek
We wrześniu 2002 r. otwarto nową jednokierunkową pętlę biegnącą wokół Centralnego dworca autobusowego, zastępując starszą pętlę Husovo náměstí.
W związku z remontem Americkej třídy 21 kwietnia 2008 r. wprowadzono znaczące zmiany w kursowaniu trolejbusów. Niektóre linie skrócono, inne skierowano na zmienione trasy, a linię nr 14 zawieszono. Równocześnie uruchomiono linie nr 15 i 17. Taka organizacja ruchu obowiązywała do 21 grudnia 2008 r., a dzień później przywrócono pierwotne trasy trolejbusów.
W ramach 2. etapu optymalizacji sieci miejskiego transportu publicznego, który rozpoczął się 28 sierpnia 2010 r., doszło do otwarcia nowej trasy ze skrzyżowania Němejcova – Borská do Novej Hospody, gdzie trasa łączy się z istniejącą siecią trolejbusową. Z Folmavskiej ulicy poprowadzono odgałęzienie ulicą U Nové hospody do pętli Borská Pole, Teslova. Całkowity koszt rozbudowy sieci o 4,5 km wyniósł 162 milionów koron, przy czym 120 milionów pochodziło z dofinansowania z Unii Europejskiej. Trasę obsługują trolejbusy linii nr 15, a w godzinach szczytu także nowe linie nr 17 i 18. Otwarto również nową linię trolejbusową nr 10.
W 2010 r. zbudowano także odcinek na ulicy U Trati między skrzyżowaniem z Doudlevecką/Prokopovą i skrzyżowaniem z Klatovską. Ta trasa nie jest wykorzystywana w ruchu liniowym; planowane jest jej przedużenie aleją Klatovską do ulicy Borskej, gdzie powinna połączyć się z istniejącą siecią.
Z powodu budowy trzeciego korytarza kolejowego w 2012 r. zamknięto ulicę Prokopovą. Aby trolejbusy nie musiały zjeżdżać do zajezdni Cukrovarská objazdem przez Bory, oddano do użytku nowy, w przybliżeniu długi na 0,75 km odcinek sieci na ulicy U Trati od skrzyżowania z ulicami Doudlevecką/Prokopovą, przez most Milénia do skrzyżowania z ulicą Mikulášską. Nowo wybudowany odcinek został oddany do użytku 29 marca 2012 r. Po ponownym otwarciu ulicy Prokopovej 30 czerwca 2012 r. linie trolejbusowe powróciły na swoje trasy, a nowy odcinek sieci stał się trasą techniczną, służącą trolejbusom w czasie objazdów i remontów oraz do wyjazdu i zjazdu do zajezdni. Planowane jest także poprowadzenie przedłużenia trakcji trolejbusowej ulicami Železničną i Lobezską.
W grudniu 2013 r. zmieniono nazwy wielu przystanków. Zmieniono zasady pisowni nazw (np. U plynárny → U Plynárny) oraz usunięto nazwy osiedli (np. Bory, Heyrovského → Sídliště Bory, lub Doubravka, Zábělská → Doubravka)
29 sierpnia 2014 r. uroczyście oddano do użytku nowo wybudowaną zajezdnię Karlov, która służy jako zajezdnia autobusowo–trolejbusowa. Starą zajezdnię na ulicy Cukrovarskiej przekazano miastu.

## Tabor

### Współczesny

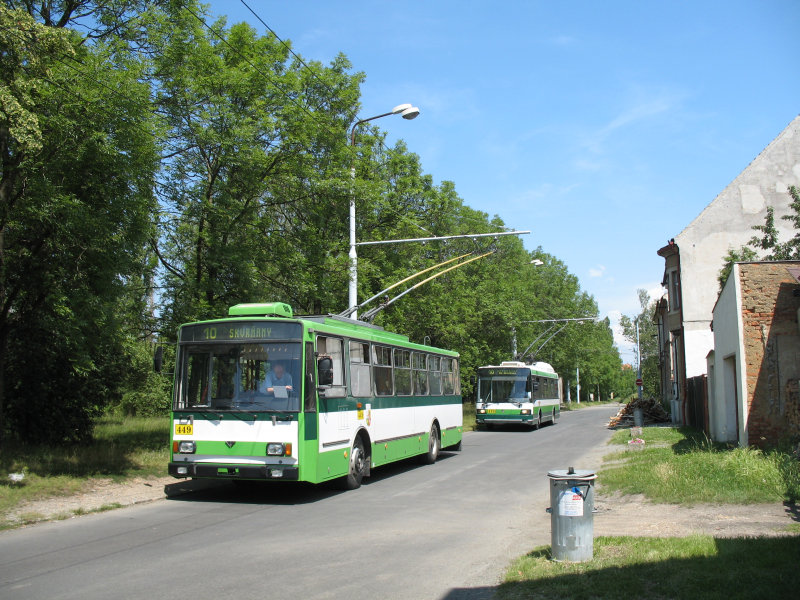
Trolejbusy Škoda 14TrR (14TrM) nr 449 i 21TrACI nr 479 na pętli Skvrňany, Škoda VII. brána

Na potrzeby uruchomienia sieci trolejbusowej dostarczono sześć trzyosiowych trolejbusów Škoda 3Tr. Do 1948 roku Pilzno otrzymało 34 egzemplarze w trzech różnych seriach. Trolejbusy oznaczone jako 3Tr1 i 3Tr2 były dwudrzwiowe, 3Tr3 trzydrzwiowe. Wraz z trzecią serią zakupiono także jeden trolejbus Škoda 6Tr2, który po zakończeniu eksploatacji przekazano do Muzeum techniki w Brnie. W latach 50. XX wieku dostarczono trolejbusy typów Škoda 7Tr i Škoda 8Tr. W 1953 r. tabor trolejbusowy rozszerzono o trolejbusy typu Škoda 2Tr sprowadzone z Pragi. Od roku 1960 do Pilzna dostarczano trolejbusy Škoda 9Tr (ogółem w Pilźnie eksploatowano około 150 tach trolejbusów). W połowie lat 60. XX wieku Pilzno otrzymało także kilka egzemplarzy trolejbusu typu Škoda T 11. Eksploatację trolejbusów 14Tr rozpoczęto w 1980 r., a od 1987 roku do ruchu wprowadzano także przegubowy wariant 15Tr. Dostawy niskopodłogowych trolejbusów Škoda 21TrACI trwały od 2001 r. W latach 10. XX wieku zakupiono niskopodłogowe trolejbusy Škoda 24Tr Irisbus a Škoda 25Tr Irisbus, a po roku 2010 także typu Škoda 26Tr Solaris i Škoda 27Tr Solaris.
W kwietniu 2019 r. w Pilźnie w ruchu liniowym kursowały następujące typy trolejbusów:
| Zdjęcie | Typ                | Modyfikacje i podtypy | Liczba (stan z 14.7.2019) |
| ------- | ------------------ | --------------------- | ------------------------- |
|         | Škoda 24Tr Irisbus | Škoda 24Tr Irisbus    | 23                        |
|         | Škoda 25Tr Irisbus | Škoda 25Tr Irisbus    | 5                         |
|         | Škoda 26Tr Solaris | Škoda 26Tr Solaris    | 42                        |
|         | Škoda 27Tr Solaris | Škoda 27Tr Solaris    | 23                        |

### Zabytkowy
Przedsiębiorstwo Plzeňské městské dopravní podniky posiada cztery sprawne zabytkowe trolejbusy. Są to: trolejbus Škoda 9TrHT26 nr 323 z roku 1979, trzeci prototyp przegubowego trolejbusu Škoda 15Tr02 nr 414 z roku 1987, Škoda 14Tr08/6 nr 429 (wyprodukowana w 1989 r.) i niskopodłogowa Škoda 21TrACI nr 496 z roku 2004, jeden z ostatnich trolejbusów wyprodukowanych w zakładzie Škody Ostrov.
Na wystawie Techmanii znajduje się trolejbus Škoda 3Tr3 nr 119 z roku 1947, który jest własnością Škody.